# 罗伯特·穆加贝国际机场
罗伯特·穆加贝国际机场（Robert Gabriel Mugabe International Airport），原名哈拉雷国际机场（英語：Harare International Airport），英國殖民時期稱為索尔兹伯里机场（英語：Salisbury Airport），是津巴布韦共和国首都哈拉雷的国际机场，是该国最主要的机场。该机场的跑道长4,725米，是非洲最长的跑道之一。
2017年11月，机场改名为罗伯特·穆加贝国际机场，以纪念罗伯特·穆加贝。2018年7月23日，由中企中国江苏国际经济技术合作集团有限公司承建的津巴布韦最大机场罗伯特·穆加贝国际机场改扩建工程开工仪式在首都哈拉雷举行。项目完工后，机场年旅客吞吐量将从250万人次增至600万人次，成为区域内重要航空枢纽。

## 航空公司與目的地
| 航空公司                 | 目的地                                                    |
| ------------------------ | --------------------------------------------------------- |
| 辛巴威航空（UM）         | 國內線：布拉瓦約、維多利亞瀑布 國際線：三蘭港、約翰尼斯堡 |
| 辛巴威飛捷航空（FN）     | 國內線：維多利亞瀑布、布拉瓦約 國際線：約翰尼斯堡         |
| 南非航空（SA）           | 約翰尼斯堡                                                |
| 肯亞航空（KQ）           | 奈洛比、盧薩卡                                            |
| 衣索比亞航空（ET）       | 亚的斯亚贝巴、盧薩卡                                      |
| 納米比亞航空（SW）       | 温得和克                                                  |
| 坦尚尼亞航空（TC）       | 三蘭港、盧薩卡                                            |
| 馬拉威航空（3W）         | 里郎威、盧薩卡、布蘭岱                                    |
| 尚比亞專業飛行航空（P0） | 盧薩卡                                                    |
| 盧安達航空（WB）         | 基加利、盧薩卡、開普敦                                    |
| TAAG安哥拉航空（DT）     | 羅安達、盧薩卡                                            |
| 波札那航空（BP）         | 嘉柏隆里、盧薩卡                                          |
| 阿聯酋航空（EK）           | 杜拜、盧薩卡                                              |
| 英國航空（BA）           | 約翰尼斯堡                                                |